# ジョン・ロバート・シュリーファー
ジョン・ロバート・シュリーファー（John Robert Schrieffer、1931年5月31日 – 2019年7月27日）は、アメリカ合衆国の物理学者。超伝導に関する初めての微視的な理論であるBCS理論を提案した業績により、ジョン・バーディーン、レオン・クーパーとともに1972年度のノーベル物理学賞を受賞した。

## 経歴
1931年、イリノイ州のオーク・パークで生まれ、1940年にはニューヨーク州のマンハセット、1947年にはフロリダ州のユースティスに転居した。父親は医薬品の販売員をしていた。フロリダでは電子工学を趣味とし、手作りのロケットやアマチュア無線を作って遊んだ。
1949年にユースティス高校を卒業後、マサチューセッツ工科大学に入学。最初の2年は電子工学を勉強し、後に物理学に転向した。そして1953年にジョン・クラーク・スレイターの指導の下で重原子の多重線に関する卒業論文を書き上げた。固相物理学への興味から、イリノイ大学アーバナ・シャンペーン校の大学院に進学し、すぐにジョン・バーディーンの助手に採用された。半導体表面における電子状態の理論的問題を解決すると、彼はその理論を他のいくつかの表面問題に応用した。大学院の3年目、バーディーンとレオン・クーパーが進めていた超伝導の理論化の研究に参加した。
1957年1月、ニューヨークの地下鉄に乗っていたときに超伝導状態の原子の基底状態を記述する数学的理論をひらめいたと回想している。共同研究者のクーパーは、超伝導状態にある原子の電子はクーパー対と呼ばれるペアを作って存在し、単一体のように振舞うことを発見していた。シュリーファーの考案した数学的理論は、それぞれの対ではなく、クーパー対全体を同時に記述するものだった。イリノイに戻った後、バーディーンに考案した方程式を見せると、バーディーンは即座に、問題が解決したことを理解した。BCS（Bardeen-Cooper-Schrieffer）理論が完成するまでには、さらに30年に及ぶ実験的証拠の積み重ねが必要だった。
超伝導に関する博士論文を書き終えると、彼は1957年から58年まで、米国科学財団のフェローとしてイングランドのバーミンガム大学及びコペンハーゲンのニールス・ボーア研究所で過ごし
、超伝導の研究を続けた。その後シカゴ大学で助手になり、1959年にイリノイ大学に戻ってきた。1960年の夏に彼はアン・グレート・トムセンと婚約し、その年のクリスマスに結婚。1962年、フィラデルフィアのペンシルベニア大学に移り、1964年にBCS理論と超伝導に関する本を出版。
1972年にBCS理論の発展の功績により、ジョン・バーディーン、レオン・クーパーとともに1972年度のノーベル物理学賞を受賞した。1980年にはカリフォルニア大学サンタバーバラ校の教授に着任し、1984年に総長に昇進した。また、カブリ理論物理学研究所の所長も兼務した。1992年にはフロリダ州立大学名誉教授および国立高磁場研究所の主任研究員になり、物理学の目標の一つである常温超伝導の研究に取り組んだ。
2004年9月24日、カリフォルニア州オーカットで免許停止中であるにもかかわらず交通事故を起こし、1人を死亡させ7人に重軽傷を負わせた罪で2005年11月6日に懲役2年の判決を受けた。2006年9月26日、カリフォルニア州サンディエゴのR.J.ドノバン刑務所に収監された。

## 受賞歴
- 1968年 - オリバー・E・バックリー凝縮系賞、コムストック物理学賞
- 1972年 - ノーベル物理学賞
- 1983年 - アメリカ国家科学賞